# Centrostigma
Centrostigma é um género botânico pertencente à família das orquídeas (Orchidaceae).

## Espécies
1. Centrostigma clavatum Summerh., Kew Bull. 11: 221 (1956).
2. Centrostigma occultans (Welw. ex Rchb.f.) Schltr., Bot. Jahrb. Syst. 53: 523 (1915).
3. Centrostigma papillosum Summerh., Kew Bull. 11: 219 (1956).